# Campeonato de Europa de Rallycross
El Campeonato de Europa de Rallycross es un campeonato de rallycross que se comenzó a disputar en el año 1973 y se diputa en el continente europeo principalmente en el Reino Unido, Francia, Europa del Norte y Central.

## Reglamentos
El Campeonato Europeo de Rallycross ha tenido distintas clases de automóviles a lo largo de los años. En 1978 comenzó a haber dos clases, para turismos y gran turismos. En 1982 se cambió el reglamento por la División 1 para Grupo A de tracción simple, y División 2 para automóviles especiales de tracción total. En 1987, la División 2 comenzó a disponer de los ex Grupo B, que eran prototipos de carreras.
El reglamento del Campeonato Europeo de Rallycross cambió en 1993: la División 1 pasó a ser para los Grupo N de tracción total, y la División 2 volvió a ser para automóviles de producción modificados especialmente. Asimismo, se agregó una tercera división, la Copa 1400.
En 1997, la clase principal pasó a llamarse División 1, y la secundaria División 2. Los Superturismo y World Rally Car se admitieron en la División 1 a partir de 1999, en tanto que en la División 2 se prohibió la tracción total. En 2003, la División 2A (ex Copa 1400) fue reemplazada por la División 1A, con reglamento Grupo A de hasta 1,6 litros. La clase principal pasó a llamarse Supercars en 2011, la segunda Turismos y la tercera Super1600.

## Historia
La División 2 vivió hasta 1986 un enfrentamiento entre los Audi Quattro de Franz Wurz y Olle Arnesson, y los Ford Escort de Martin Schanche, con la salvedad de 1985, donde dominó Matti Alamaki con un Porsche 911. Entre 1987 y 1990, los protagonistas fueron los Peugeot 205 de Seppo Niittymaki y Alamaki, y el Ford RS200 de Schanche, y en menor medida el Lancia Delta que usó Alamaki en 1985 y el Audi Quattro de Olle Arnesson. En 1991 y 1992, el Ford RS200 de Schanche y el MG Metro de Will Gollop se repartieron los títulos y la mayoría de las victorias.
En 1993, Citroën comenzó a cobrar protagonismo en el Campeonato Europeo de Rallycross, compitiendo con el Citroën BX, el Citroën ZX, el Citroën Xsara y el Citroën DS3 pilotados por Kenneth Hansen y Jean-Luc Pailler. Su principal rival fue el Ford Escort, utilizado por Martin Schanche y Ludvig Hunsbedt. En 1998 apareció otro contendiente al título, Per Eklund, quien utilizó un Saab 900 y luego un Saab 9-3.
Citroën inició la década de 2000 con una racha de seis títulos consecutivos de la mano de Hansen. Sus rivales fueron Eklund con Saab, y Pailler con un Peugeot 206. Ford volvió a disputarle el campeonato a Citroën en 2005 con el Ford Focus, contando como pilotos a Sverre Isachsen y Michael Jernber. Sin embargo, la racha la cortó Lars Larsson, logrando los títulos 2006 y 2007 con un Skoda Fabia.
En 2008, Ludvig Hunsbedt obtuvo varias victorias con un Volvo S40, pero Hansen fue campeón nuevamente con Citroën frente a Isachsen, Pailler y Jernberg. Isachsen logró el tricampeonato de 2009 a 2011 con un Ford Focus, ante rivales como Andreas Eriksson con Ford, Jernberg con Skoda, y Liam Doran con Citroën.
El estadounidense Tanner Foust obtuvo victorias a partir de 2011 con un Ford Fiesta, aunque compitió de manera irregular. El bicampeón 2012-2013 fue Timur Timerzyanov con un Citroën DS3, quien derrotó a Doran, Andreas Bakkerud y Alexander Hvaal también con Citroën.

## Circuitos
Algunos de los circuitos más visitados en la historia del Campeonato Europeo de Rallycross han sido (desactualizado):
| - Lyngas (1982-2004) - Holjes (1991-presente) - Hameenlinna (1982-1999) - Valkenswaard (1982-2012) - Maasmechelen (1982-2011) | - Ducs (1986-2011) - Estering (1982-presente) - Melk (1982-2009) - Nordring (1983-1997) - Greinbach (2002-presente) | - Lydden Hill (1982-presente) - Mondello Park (1987-1996) - Sosnova (1995-2011) - Slomczyn (2000-2011) - Lousada (1991-2008) |

## Campeones
- Listado de todos los ganadores desde 1973.[1]

### 1973-1981
| Año  | Clase               | Piloto               | Automóvil             |
| ---- | ------------------- | -------------------- | --------------------- |
| 1973 | Absoluto            | John Taylor          | Ford Escort           |
| 1974 | Absoluto            | Franz Wurz           | Volkswagen Escarabajo |
| 1975 | Absoluto            | Kees Teurlings       | Volkswagen Escarabajo |
| 1976 | Absoluto            | Franz Wurz           | Lancia Stratos        |
| 1977 | Absoluto            | Herbert Grünsteidl   | Alpine A310           |
| 1978 | Absoluto / Turismos | Martin Schanche      | Ford Escort           |
| 1978 | GT                  | Andy Bentza          | Lancia Stratos        |
| 1979 | Turismos            | Martin Schanche      | Ford Escort           |
| 1979 | GT                  | Olle Arnesson        | Porsche 911           |
| 1980 | Turismos            | Per-Inge Walfridsson | Volvo Serie 300       |
| 1980 | GT                  | Olle Arnesson        | Porsche 911           |
| 1981 | Turismos            | Martin Schanche      | Ford Escort           |
| 1981 | GT                  | Matti Alamäki        | Porsche 911           |

### 1982-2010
| Año        | Piloto            | Automóvil                   | Piloto             | Automóvil                       |
| División 1 | División 1        | División 1                  | División 2         | División 2                      |
| ---------- | ----------------- | --------------------------- | ------------------ | ------------------------------- |
| 1982       | Egil Stenshagen   | VW Golf GTI 1.6             | Franz Wurz         | Audi Quattro                    |
| 1983       | Egil Stenshagen   | VW Golf GTI 1.8             | Olle Arnesson      | Audi Quattro                    |
| 1984       | Anders Norstedt   | SAAB 900 Turbo              | Martin Schanche    | Ford Escort XR3 Turbo 4x4       |
| 1985       | Anders Norstedt   | SAAB 900 Turbo              | Matti Alamäki      | Porsche 911                     |
| 1986       | Anders Norstedt   | SAAB 900 Turbo              | Olle Arnesson      | Audi Quattro                    |
| 1987       | Per-Ove Davidsson | Volvo 240 Turbo             | Seppo Niittymäki   | Peugeot 205 T16 E2              |
| 1988       | Bjørn Skogstad    | Ford Sierra RS 500 Cosworth | Matti Alamäki      | Peugeot 205 T16 E2              |
| 1989       | Kenneth Hansen    | Ford Sierra RS 500 Cosworth | Matti Alamäki      | Peugeot 205 T16 E2              |
| 1990       | Kenneth Hansen    | Ford Sierra RS 500 Cosworth | Matti Alamäki      | Peugeot 205 T16 E2              |
| 1991       | Kenneth Hansen    | Ford Sierra RS 500 Cosworth | Martin Schanche    | Ford RS200                      |
| 1992       | Kenneth Hansen    | Ford Sierra RS 500 Cosworth | Will Gollop        | MG Metro 6R4                    |
| 1993       | Ludvig Hunsbedt   | Ford Escort RS Cosworth     | Jean-Luc Pailler   | Citroën BX                      |
| 1994       | Richard Hutton    | Ford Escort RS Cosworth     | Kenneth Hansen     | Citroën ZX                      |
| 1995       | Eivind Opland     | Mitsubishi Lancer Evo II    | Martin Schanche    | Ford Escort                     |
| 1996       | Eivind Opland     | Mitsubishi Lancer Evo III   | Kenneth Hansen     | Citroën ZX                      |
| División 1 | División 1        | División 1                  | División 2         | División 2                      |
| 1997       | Ludvig Hunsbedt   | Ford Escort RS 2000 T16 4x4 | Eivind Opland      | Mitsubishi Lancer Evolution III |
| 1998       | Kenneth Hansen    | Citroën Xsara VTS T16 4x4   | Eivind Opland      | Mitsubishi Lancer Evolution V   |
| 1999       | Per Eklund        | Saab 93 Turbo 16 4x4        | Magnus Hansen      | Citroën Xsara VTS               |
| 2000       | Kenneth Hansen    | Citroën Xsara WRC           | Eddy Bénézet       | Peugeot 306 S16                 |
| 2001       | Kenneth Hansen    | Citroën Xsara WRC           | Ronny Scheveneels  | VW Golf GTI 16V 2.0             |
| 2002       | Kenneth Hansen    | Citroën Xsara WRC           | Marc-Jan Vlassak   | Opel Astra OPC                  |
| 2003       | Kenneth Hansen    | Citroën Xsara T16 4x4       | Guttorm Lindefjell | Opel Astra OPC                  |
| 2004       | Kenneth Hansen    | Citroën Xsara T16 4x4       | Jussi Pinomäki     | Renault Clio RSR                |
| 2005       | Kenneth Hansen    | Citroën Xsara T16 4x4       | Jussi Pinomäki     | Renault Clio RSR                |
| 2006       | Lars Larsson      | Škoda Fabia T16 4x4         | Roman Častoral     | Opel Astra OPC                  |
| 2007       | Lars Larsson      | Škoda Fabia T16 4x4         | Tomáš Kotek        | Honda Civic Type-R              |
| 2008       | Kenneth Hansen    | Citroën C4 T16 4x4          | Tomáš Kotek        | Honda Civic Type-R              |
| 2009       | Sverre Isachsen   | Ford Focus ST T16 4x4       | Knut Ove Børseth   | Ford Fiesta ST RWD              |
| 2010       | Sverre Isachsen   | Ford Focus ST T16 4x4       | Derek Tohill       | Ford Fiesta Mk7 RWD             |

### 2011 - 2019
| Año       | Piloto                                   | Automóvil                                | Piloto                                   | Automóvil                                | Piloto                                   | Automóvil                                |
| Supercars | Supercars                                | Supercars                                | Super 1600                               | Super 1600                               | Touring Car                              | Touring Car                              |
| --------- | ---------------------------------------- | ---------------------------------------- | ---------------------------------------- | ---------------------------------------- | ---------------------------------------- | ---------------------------------------- |
| 2011      | Sverre Isachsen                          | Ford Focus                               | Andreas Bakkerud                         | Renault Clio Mk2                         | Lars Øivind Enerberg                     | Ford Fiesta ST RWD                       |
| 2012      | Timur Timerzyanov                        | Citroën DS3                              | Andreas Bakkerud                         | Renault Clio Mk2                         | Anton Marklund                           | Ford Fiesta Mk7 RWD                      |
| 2013      | Timur Timerzyanov                        | Citroën DS3                              | Reinis Nitišs                            | Renault Clio Mk2                         | Derek Tohill                             | Ford Fiesta Mk7 RWD                      |
| 2014      | Robin Larsson                            | Audi A1                                  | Sergej Zagumennov                        | Škoda Fabia                              | Daniel Lundh                             | Volvo C30                                |
| 2015      | Tommy Rustad                             | VW Polo Mk5                              | Jānis Baumanis                           | Renault Twingo Mk2                       | Fredrik Salsten                          | DS3 RWD                                  |
| 2016      | Kevin Hansen                             | Peugeot 208                              | Krisztián Szabó                          | Škoda Fabia Mk2                          | Ben-Philip Gundersen                     | Ford Fiesta RWD                          |
| 2017      | Anton Marklund                           | Volkswagen Polo                          | Krisztián Szabó                          | Škoda Fabia Mk2                          | Lars Øivind Enerberg                     | Ford Fiesta RWD                          |
| 2018      | Reinis Nitišs                            | Ford Fiesta                              | Rokas Baciuška                           | Audi A1                                  | Steve Volders                            | Ford Fiesta RWD                          |
| 2019      | Robin Larsson                            | Audi S1                                  | Aydar Nuriev                             | Audi A1                                  | -                                        | -                                        |
| 2020      | No disputado por la pandemia de COVID-19 | No disputado por la pandemia de COVID-19 | No disputado por la pandemia de COVID-19 | No disputado por la pandemia de COVID-19 | No disputado por la pandemia de COVID-19 | No disputado por la pandemia de COVID-19 |

### 2021-actualidad
| Año  | Piloto           | Automóvil   | Piloto             | Automóvil | Piloto         | Automóvil |
| Año  | RX1              | RX1         | RX3                | RX3       | RX2e           | RX2e      |
| ---- | ---------------- | ----------- | ------------------ | --------- | -------------- | --------- |
| 2021 | Andreas Bakkerud | Škoda Fabia | Yury Belevskiy     | Audi A1   |                |           |
| 2022 | Anton Marklund   | Ford Fiesta | Kobe Pauwels       | Audi A1   |                |           |
| 2023 | Anton Marklund   | Hyundai i20 | Damian Litwinowicz | Audi A1   | Nils Andersson | ZEROID X1 |

## Pilotos destacados
Clase principal (desactualizado)
| Piloto           | Títulos | Victorias |
| ---------------- | ------- | --------- |
| Kenneth Hansen   | 14      | 57        |
| Matti Alamaki    | 4       | 28        |
| Martin Schanche  | 3       | 59        |
| Sverre Isachsen  | 3       | 23        |
| Lars Larsson     | 2       | 9         |
| Jean-Luc Pailler | 1       | 17        |
| Ludvig Hunsbedt  | 1       | 16        |
| Per Eklund       | 1       | 12        |
| Olle Arnesson    | 1       | 10        |
| Michael Jernberg | 0       | 16        |